# Tvrđava Sisak
Tvrđava Sisak ili Stari grad Sisak je nizinska fortifikacija na jugoistočnom rubu grada Siska u Sisačko-moslavačkoj županiji, Republika Hrvatska. Nalazi se na strateškoj lokaciji u blizini ušća rijeke Kupe u Savu i velikim dijelom je prirodno zaštićena vodenim tokovima.
U tlocrtu je trokutastog oblika, s tri trokatne visoke i masivne okrugle kule na krajevima i ravnim zidinama duljine preko 30 metara, koje ih spajaju. Dok su sjeverozapadna i sjeveroistočna kula podjednakog promjera, južna je osjetno manja. Kule su prekrivene kružnim stožastim krovom. Ulaz u unutrašnjost tvrđave nije kroz velika vrata ili pokretni most u ravnini okolnog zemljišta, kao što je to najčešće kod građevina sličnog tipa, nego se nalazi povišeno, sa strane sjeveroistočne kule, te se do njega dolazi drvenim stubama i mostićem.
Na kulama se na različitim visinama nalaze topovski otvori razmješteni tako da se iz njih moglo pucati na sve strane. Istodobno su na spojnim zidinama između kula smještene puškarnice. Prema dostupnim izvorima, tvrđava je odmah nakon izgradnje bila dobro naoružana, s petnaestak topova raznih kalibara i 40-50 bedemskih pušaka (bradatica ili arkebuza).

## Povijesni pregled
Sisačku je tvrđavu je u 16. stoljeću na svom posjedu dao sagraditi Kaptol zagrebački, a do danas se ona sačuvala u relativno dobrom stanju, i uz povremena obnavljanja je u funkciji. Izgrađena je između 1544. i 1550. godine, kako bi služila za obranu kaptolskih pokupskih posjeda, te općenito hrvatskog teritorija, od stalnih turskih oružanih nasrtaja.
Zabilježeno je de na čelu graditelja bio milanski majstor Petar de Mediolanus, a tesarske radove vodio je i nadgledao tesar Martin iz Zagreba. Troškovi cjelokupne izgradnje su na kraju iznosili 3.365 forinti i 28 denara. U utvrdu je zatim smještena vojna posada koja je bila pod zapovjedništvom Kaptola, dok vojska pod kraljevim zapovjedništvom nije u nju imala pristup.
Kada je 1591. godine Hasan-paša Predojević postao bosanski beglerbeg, poduzeo je nekoliko vojnih pohoda na sisačko područje, ali nije imao dovoljno vojne moći da zauzme sam Sisak. Sredinom 1593. skupio je veliku vojsku od oko 12.000 ljudi i napao tvrđavu. Dana 22. lipnja 1593. došlo je do velike bitke u kojoj su hrvatsko-slovensko-austrijske snage porazile Predojevićeve osmanske trupe, a sam Hasan-paša izgubio život.
Tvrđava je tokom bitaka u sljedećim stoljećima više puta oštećivana i popravljana. Nakon 17. stoljeća opasnost od Turaka je bila mala, pa je objekt dobio i nove vlasnike, koji su se od tada nekoliko puta promijenili. Za vrijeme Drugog svjetskog rata pogođen je granatama i jedan njegov dio je teško oštećen, osobito sjeverozapadna kula. Nakon rata oštećeni dijelovi su obnovljeni, ali su nastala nova oštećenja tijekom Domovinskog rata. I ona su u međuvremenu sanirana.

## Tvrđava danas
Danas je sisačka tvrđava spomenik najviše kategorije i kulturno dobro nacionalnog značaja. Ona predstavlja jedan od rijetkih skoro potpuno očuvanih primjeraka fortifikacijske arhitekture iz vremena Hrvatsko-turskih ratova. Prostorije sisačkog starog grada u novije vrijeme služe za smještaj muzejske građe Gradskog muzeja Sisak. U njemu se nalazi dio zbirki i odjela koje sisački muzej posjeduje: arheološki, etnografski, kulturno-povijesni, numizmatički i galerijski.

## Galerija
- Položaj sisačke tvrđave na rijeci Kupi
- Pogled na tvrđavu s južnom kulom u prvom planu
- Zidine izgrađene od opeke
- Unutrašnje dvorište

## Vanjske poveznice
- Sisačku tvrđavu dao je izgraditi zagrebački biskup
- Sisačka je tvrđava bila naoružana i teškim puškama bradaticama (kukačama ili arkebuzama)  Arhivirana inačica izvorne stranice od 24. lipnja 2016. (Wayback Machine)
- Sisački stari grad – jedna od turističkih znamenitosti  Arhivirana inačica izvorne stranice od 10. kolovoza 2016. (Wayback Machine)
- Sisak, stari grad Hrvatska tehnička enciklopedija, portal hrvatske tehničke baštine. LZMK